# NK Moševac
NK Moševac je nogometni klub iz Moševca, općina Maglaj, Bosna i Hercegovina. Trenutno se natječe u Drugoj ligi FBiH – Centar.

## Povijest
Klub je osnovan 7. studenog 2014. godine. Najveći uspjeh ostvaruje u sezoni 2016./17. osvajanjem 1. županijske lige Zeničko-dobojske županije, te tako ostvaruje plasman u Drugu ligu Federacije Bosne i Hercegovine – Centar. Tradicionalne boje kluba su crna i žuta. Domaće utakmice igra na Gradskom stadionu u Maglaju.

## Uspjesi
- 1. županijska liga Zeničko-dobojske županije (1): 2016/17.

## Vanjske poveznice
- Službena web-stranica NK Moševca  Arhivirana inačica izvorne stranice od 7. siječnja 2018. (Wayback Machine)
- NK Moševac na transfermarkt.com